# Giunio Annio Basso
Giunio Annio Basso (in latino Iunius Annius Bassus; fl. 318-331) è stato un politico e prefetto romano dell'Impero.

## Biografia
Basso fu prefetto del pretorio per 13 anni, dal 318 al 331, quando tenne anche il consolato; diverse leggi contenute nel Codice teodosiano sono indirizzate a lui.
Costruì una basilica civile sull'Esquilino a Roma, la Basilica Iunii Bassi, famosa per la sua decorazione in opus sectile, in cui vi è anche il presunto ritratto del console, che sfila in trionfo sulla sua biga, vestito di una sontuosa "toga picta", tra gli aurighi delle 4 fazioni del circo.
Suo figlio, Giunio Basso, fu praefectus urbi: il suo famoso sarcofago è uno dei più antichi raffiguranti scene cristiane pervenuti.